# 勒里亚莱
勒里亚莱（法語：Le Rialet，法語發音：[lə ʁjalɛ]）是法国奧克西塔尼大区塔恩省的一个市镇，属于卡斯特尔区。

## 地理
勒里亚莱（43°33'41"N, 2°27'42"E）面积7.64 平方千米，位于法国奧克西塔尼大區塔恩省，该省份为法国南部内陆省份，北起顺时针与阿韦龙省、埃罗省、奥德省、上加龙省和塔恩-加龙省接壤。
与勒里亚莱接壤的市镇（或旧市镇、城区）包括：布瓦瑟宗、康布内斯、拉斯法亚德、蓬德拉恩、勒万特鲁。

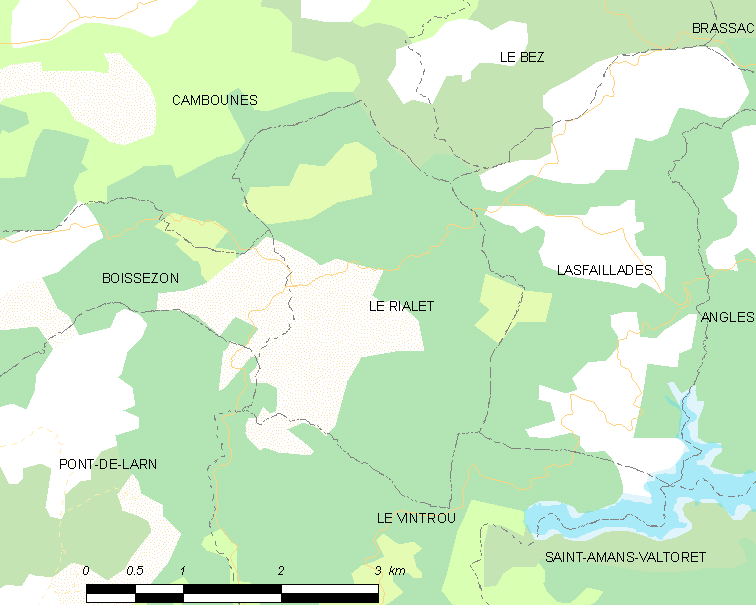
勒里亚莱的OSM定位图

勒里亚莱的时区为UTC+01:00、UTC+02:00（夏令时）。

## 行政
勒里亚莱的邮政编码为81240，INSEE市镇编码为81223。

## 政治
勒里亚莱所属的省级选区为马扎梅第二县。

## 人口

1962-2008年间勒里亚莱人口变化图示

勒里亚莱于2022年1月1日时的人口数量为63人。